# 増田増太郎
増田 増太郎（ますだ ますたろう、1886年（明治19年）7月2日 - 没年不明）は、日本の実業家。増田製粉所会長。

## 人物
神奈川県横浜市出身。増田増蔵の長男。増田合名会社代表社員、増田貿易副社長、増田製粉所社長、同会長、日米石油代表、日満製粉取締役、日本特殊農薬製造監査役などを務めた。
趣味は運動。宗教は仏教。住所は神奈川県横浜市西区老松町、同市中区本町4丁目。

## 家族・親族
増田家
- 祖父・嘉兵衛[5]（1834年 - 1920年、実業家）
- 父・増蔵[5]（1863年 - 1943年、増田製粉所相談役、砂糖貿易商）[4]
- 妻・啓（1896年 - ?、東京、岩出惣兵衛の長女）[2][3]
- 長男[2][3][1]
- 長女（兵庫、八馬眞治の妻）[2][3]
- 二女[2]
- 次男[1]

親戚
- 長女の夫の兄・三代八馬兼介（八馬財閥当主、資産家、神戸銀行頭取）